# ヒンデンブルク灯

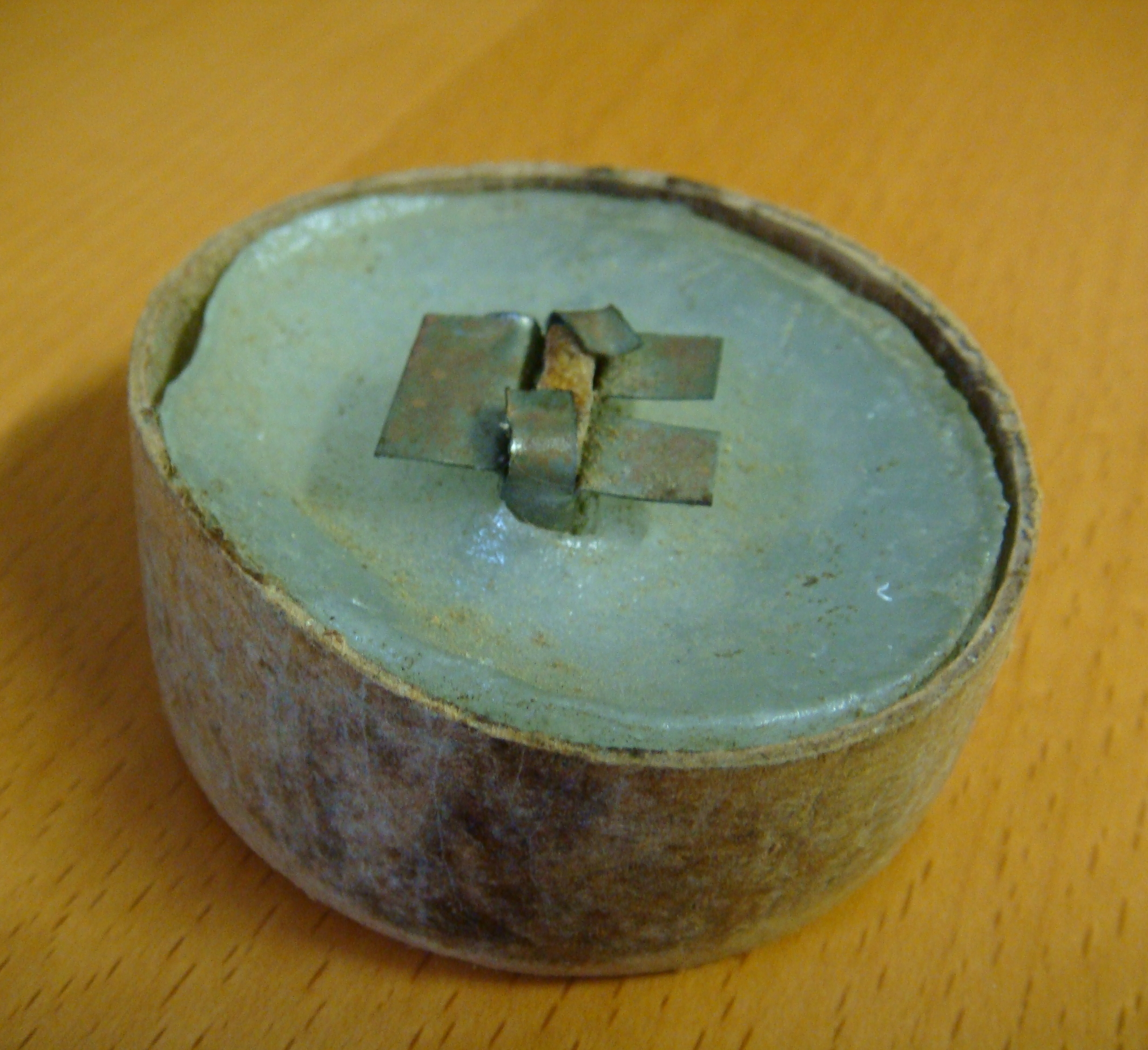
1943年 - 1945年頃に使われたヒンデンブルク灯

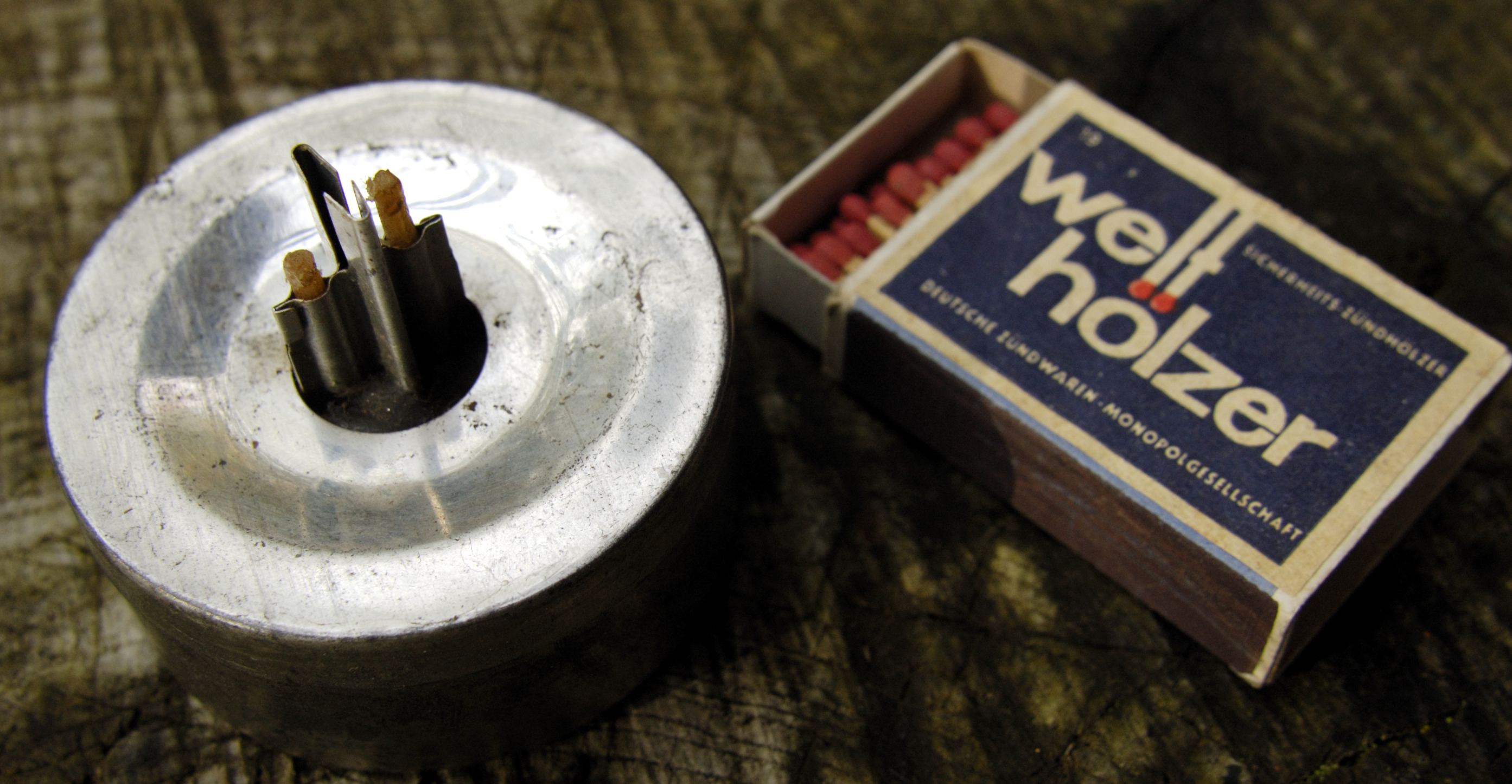
G.A.Glafey製M73缶灯。ドイツ連邦軍で使用されたもの

ヒンデンブルク灯 (ドイツ語: Hindenburglicht) は、第一次世界大戦中に塹壕内で用いるべく開発された照明器具である。名称はドイツ帝国陸軍参謀総長パウル・フォン・ヒンデンブルク将軍に由来する。Hindenburglichtを略してヒブリ（ドイツ語: Hibuli）とも呼ばれる。そのほか、ヒンデンブルク蝋燭（ドイツ語: Hindenburgkerze）やドゥンケルファイント（ドイツ語: Dunkelfeind,「暗闇の敵」）などの呼び方もある。
1915年の冬、ドイツ帝国軍の東部司令部が初めて支給した。ヒンデンブルクにちなんだ通称は兵士らによって付けられたものだったが、後にヒンデンブルク自身がこれを承認した。
第二次世界大戦頃には防空壕への避難時や灯火管制時、停電時に用いる非常用照明としても用いられた。
直径5 - 8cm、深さ1 - 1.5cm程度の皿で、形状は広口瓶の蓋とよく似ている。材質は撥水性と強度を確保するために油脂が染み込まされた厚紙である。皿の中には蝋状の牛脂が満たされており、中央に立てられた幅広かつ短い芯に火を灯すと、照明として数時間使用することができた。火の熱によって牛脂が溶け始めるので、長時間使用する場合は何らかの支えを加えて芯が倒れないようにする必要があった。
後にヒンデンブルク灯を発展させた缶灯（Dosenlicht）が発明された。これはブリキ缶に蝋を満たし、支持具付きの2本の芯を立てたものである。両方の芯に点火すると幅の広い1つの炎になり、1本の芯だけを用いたときよりも明るくなる。缶灯は非常用照明として現在でも販売されている。ドイツ連邦軍でもランタンセット（Einheitslaterne）の一部として長らく使用していた。
現在広く使用されているティーライトも、ヒンデンブルク灯と類似した構造を備えた照明器具である。
2022年ロシアのウクライナ侵攻の最中、ウクライナ側の市民によって類似の簡素な照明器具が作られた。塹壕蝋燭（ウクライナ語: Окопні свічки）は、巻いた段ボール紙を空き缶の中に入れ、中央に芯として短冊状に切った段ボール紙を差し、それから未使用の蝋燭を集めて溶かしたものを缶の中に注いで作られる。缶の大きさによって、1.5時間から6時間程度の燃焼が期待できるという。これを製造してウクライナ軍に寄付する運動が行われたほか、作り方の講習を行うワークショップなども催された。
「ヒンデンブルク灯を得る」（ihm geht ein Hindenburglicht auf）という表現は、「ついに理解し始めた」という意味で使われた。

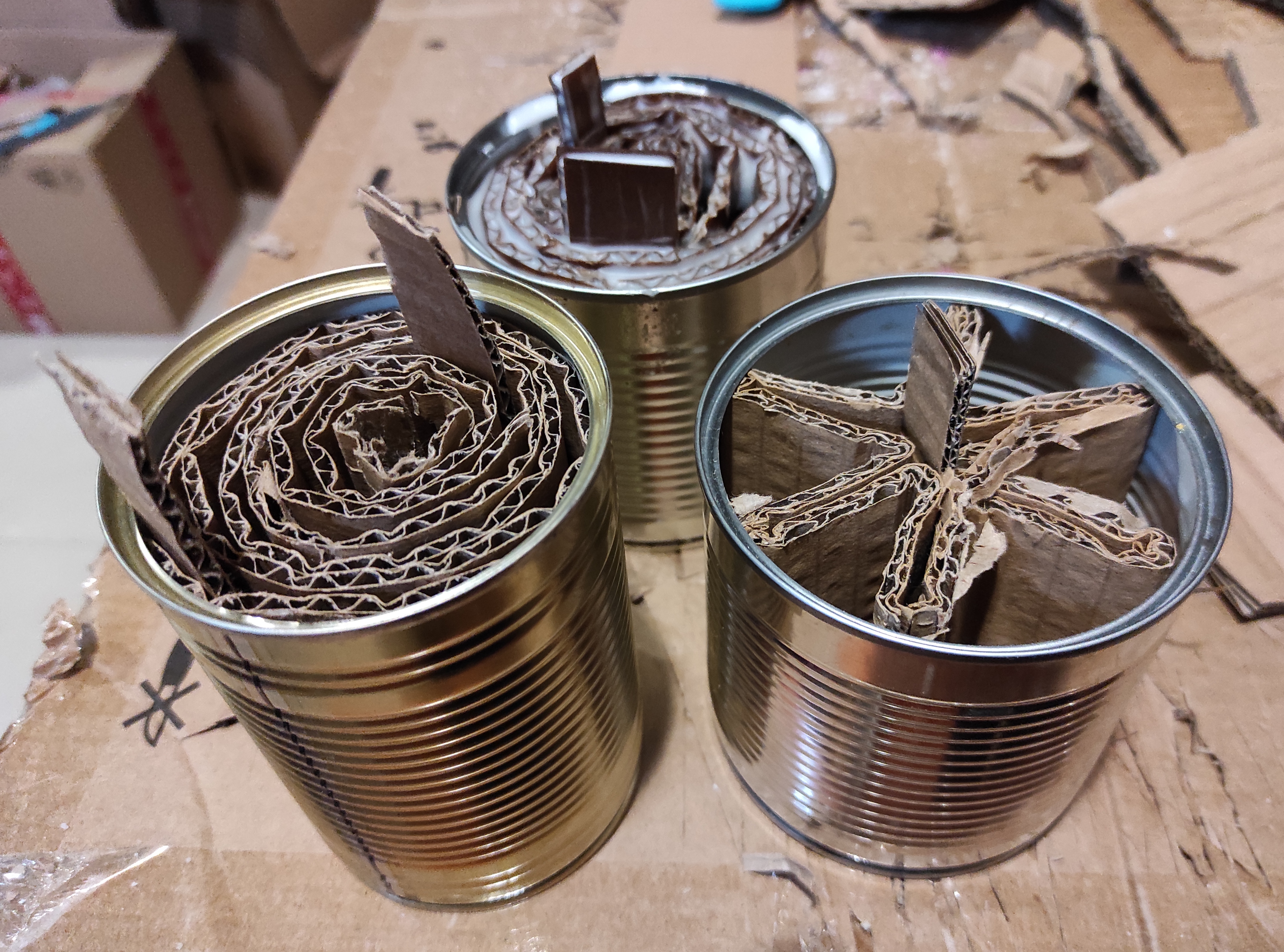
ウクライナで作られた塹壕蝋燭。
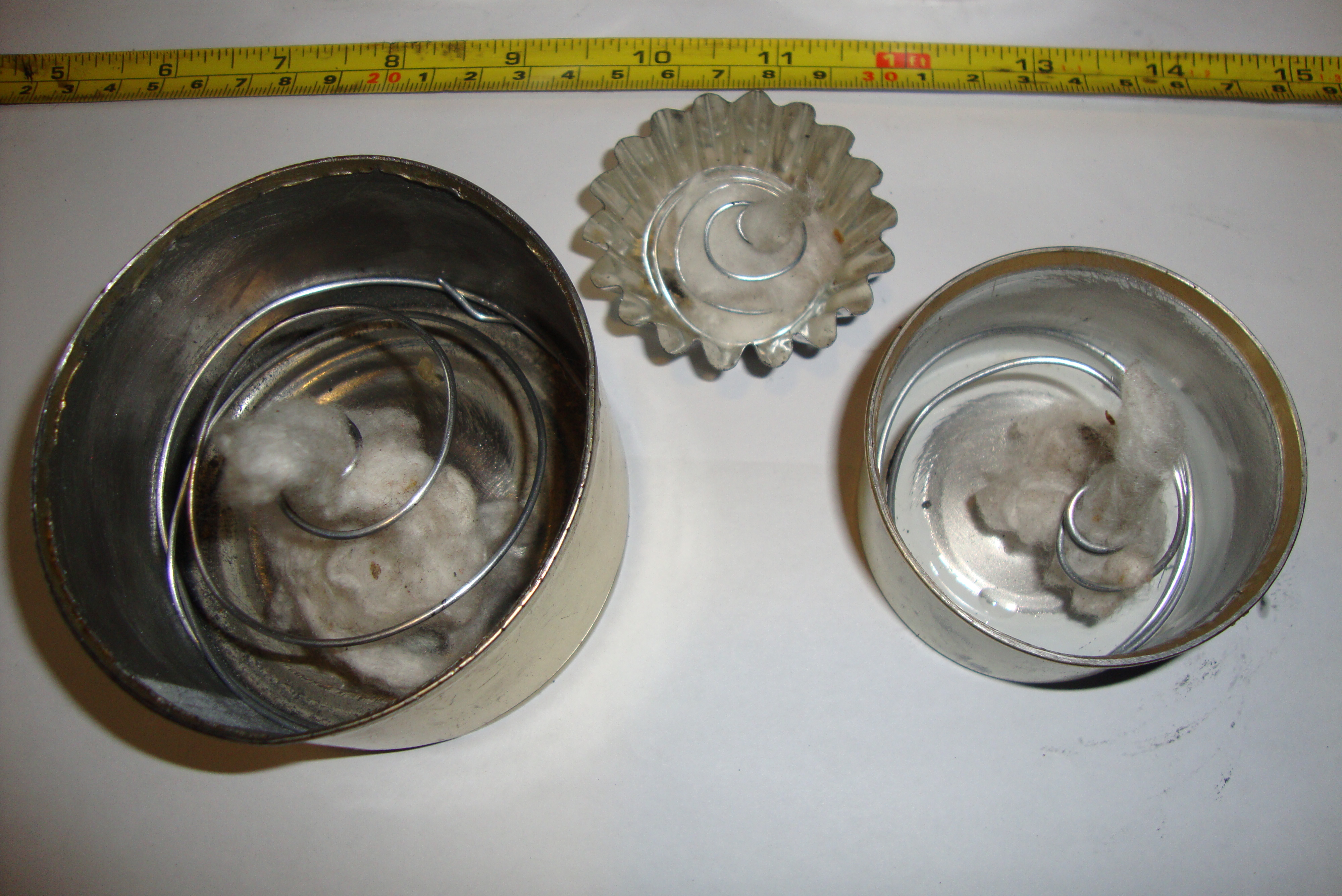
ウクライナで作られた塹壕蝋燭。段ボール紙を使わず、針金と綿で芯を作っている。